# Åke Andersson (Leichtathlet)
Åke Ernst Andersson (* 2. September 1925 in Västerås; † 3. März 2005 ebenda) war ein schwedischer Langstreckenläufer.
Bei den Olympischen Spielen 1952 in Helsinki wurde Åke Andersson Achter über 5000 m.
Seine persönliche Bestzeit über diese Distanz von 14:16,0 min stellte er am 24. August 1952 in Stockholm auf.